# Burgstall Burgweisach
Der Burgstall Burgweisach ist eine abgegangene mittelalterliche Turmhügelburg (Motte) in Burgweisach, einem heutigen Gemeindeteil des Marktes Vestenbergsgreuth im Landkreis Erlangen-Höchstadt in Bayern. Der eigentliche Turmhügel ist heute nicht mehr erhalten und befand sich in dem Bereich, über den seit etwa 1980 die Straße ERH18 führt. Im Bereich westlich der Anlage befindet sich ein Bauerngut, das wohl im Zusammenhang mit dem Turmhügel stand. Der Turmhügel wird mit der Beschreibung „Archäologische Befunde im Bereich der ehem., teilzerstörten Turmhügelburg des Mittelalters“ unter der Nummer D-5-6229-0001 als Bodendenkmal geführt. Der Bereich des Bauernguts mit der Beschreibung „Hoch- und spätmittelalterliche Befunde im Bereich des Bauernguts Burgweisach und seiner Vorgängerbauten“ unter der Nummer D-5-6229-0025.
Bei der Burganlage handelte es sich ursprünglich um einen oben etwa 20 Meter breiten hohen Turmhügel, der nach Westen durch einen Abschnittsgraben von der anschließenden Höhe getrennt war. Nach Norden, Süden und Westen befand sich der Wiesengrund. Auf dem Areal der Burg wurde seit etwa 1900 Sand abgebaut und später wurde es als Sandgrube genutzt. Stand 1955 dauerte diese Nutzung noch an, der Hügel war schon weitestgehen abgetragen. Im 15. Jh. hatten die Rieter von Kornburg Besitz in Burgweisach, später gehörten Ort und Burganlage zum Rittergut Vestenbergsgreuth.